# Оганесян, Севада
Севада Оганесян (род. 29 апреля 1985) — армянский футболист.
В 2002 году играл в первой лиге Армении за команду «Спартак-2» Ереван. В следующем году выступал за клуб армянской премьер-лиги «Лернагорц» Капан. В сезоне 2006 года играл за ереванский «Улисс» также в премьер-лиге. О дальнейшей карьере сведений нет.